# St-Pierre-St-Paul (Rimaucourt)

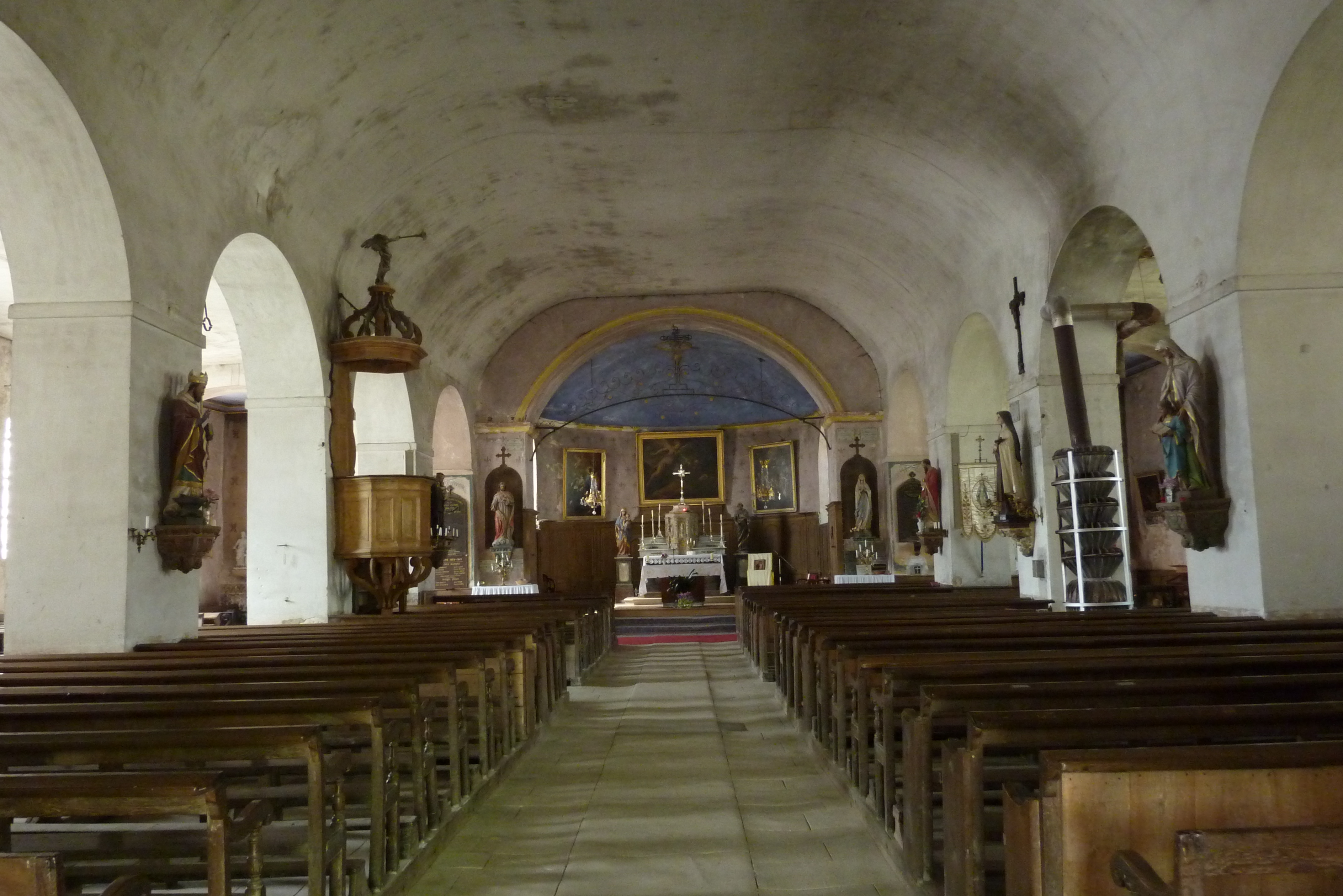
Innenaufnahme der Kirche Saints-Pierre-et-Paul

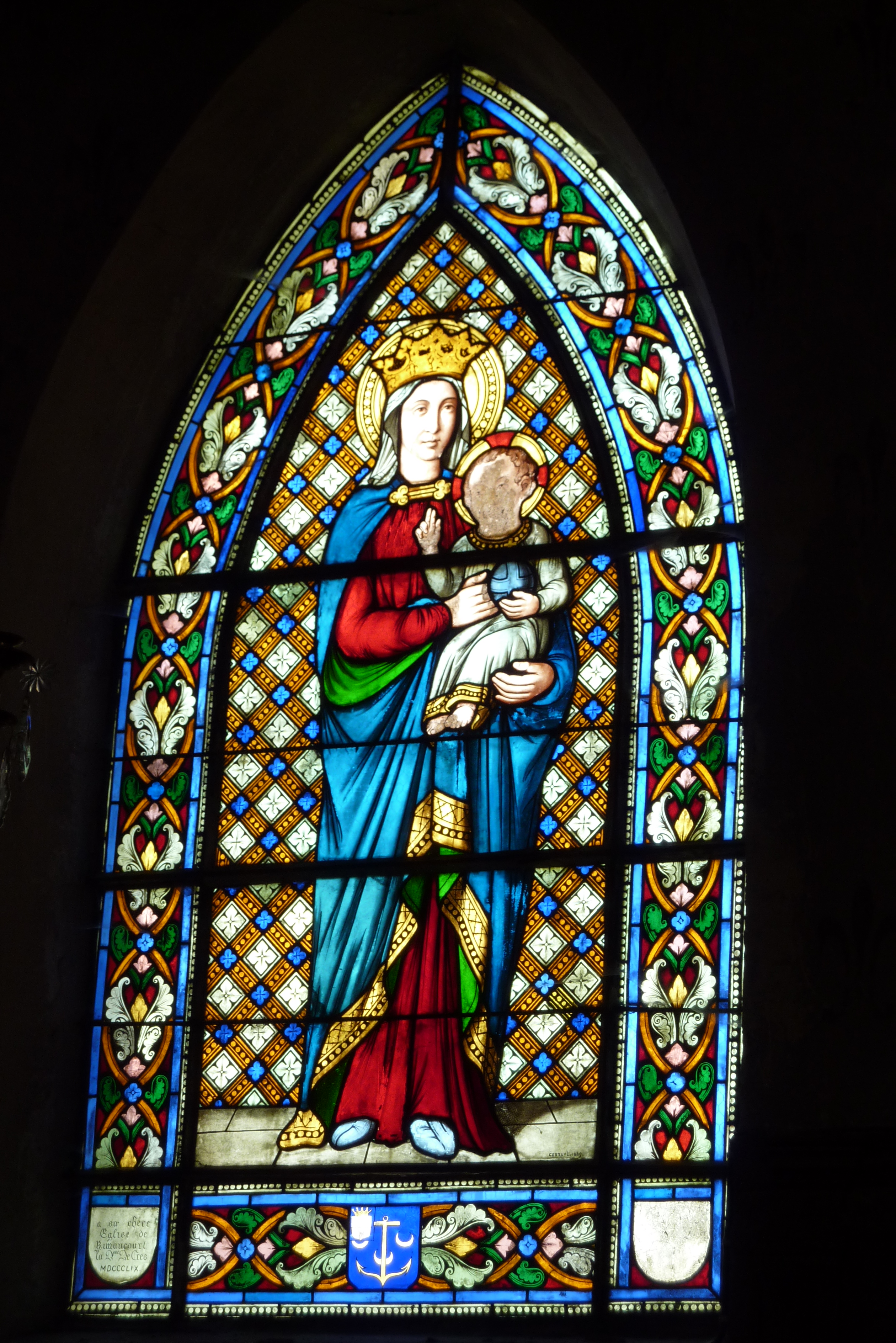
Fenster mit der Darstellung der Mutter Gottes mit Kind

Saint-Pierre-Saint-Paul ist eine Pfarrkirche in Rimaucourt, einer Gemeinde im Département Haute-Marne in der Region Grand Est (Frankreich).

## Geschichte
Die Kirche des ehemaligen Priorats der Benediktinerabtei Sainte-Colombe wurde vom Ende des 11. bis zur Mitte des 12. Jahrhunderts errichtet. Die Kirche wurde dem heiligen Paulus und dem heiligen Petrus geweiht.

## Architektur
Die Basilika besaß ursprünglich drei Apsiden, die um 1750 (Hauptapsis) bzw. 1830 (Nebenapsiden) abgerissen wurden. Im 19. Jahrhundert wurde im Westen eine neue Apsis angefügt. In der gleichen Zeit wurde eine Zwischendecke eingezogen, so dass die ursprüngliche Höhe des Kirchenschiffs nicht mehr zu erkennen ist.

## Ausstattung
Die Kirche besitzt Skulpturen des heiligen Paulus, des heiligen Petrus und des heiligen Josef aus dem 17. Jahrhundert. Der vergoldete Hauptaltar aus Holz stammt aus dem 19. Jahrhundert. Vier Gemälde auf Leinwand aus dem 17. Jahrhundert sind ebenso noch vorhanden. Sie stellen Szenen aus dem Neuen Testament dar. Die Bleiglasfenster wurden 1859 bei der Renovierung eingebaut.